# Museet Ett Hem

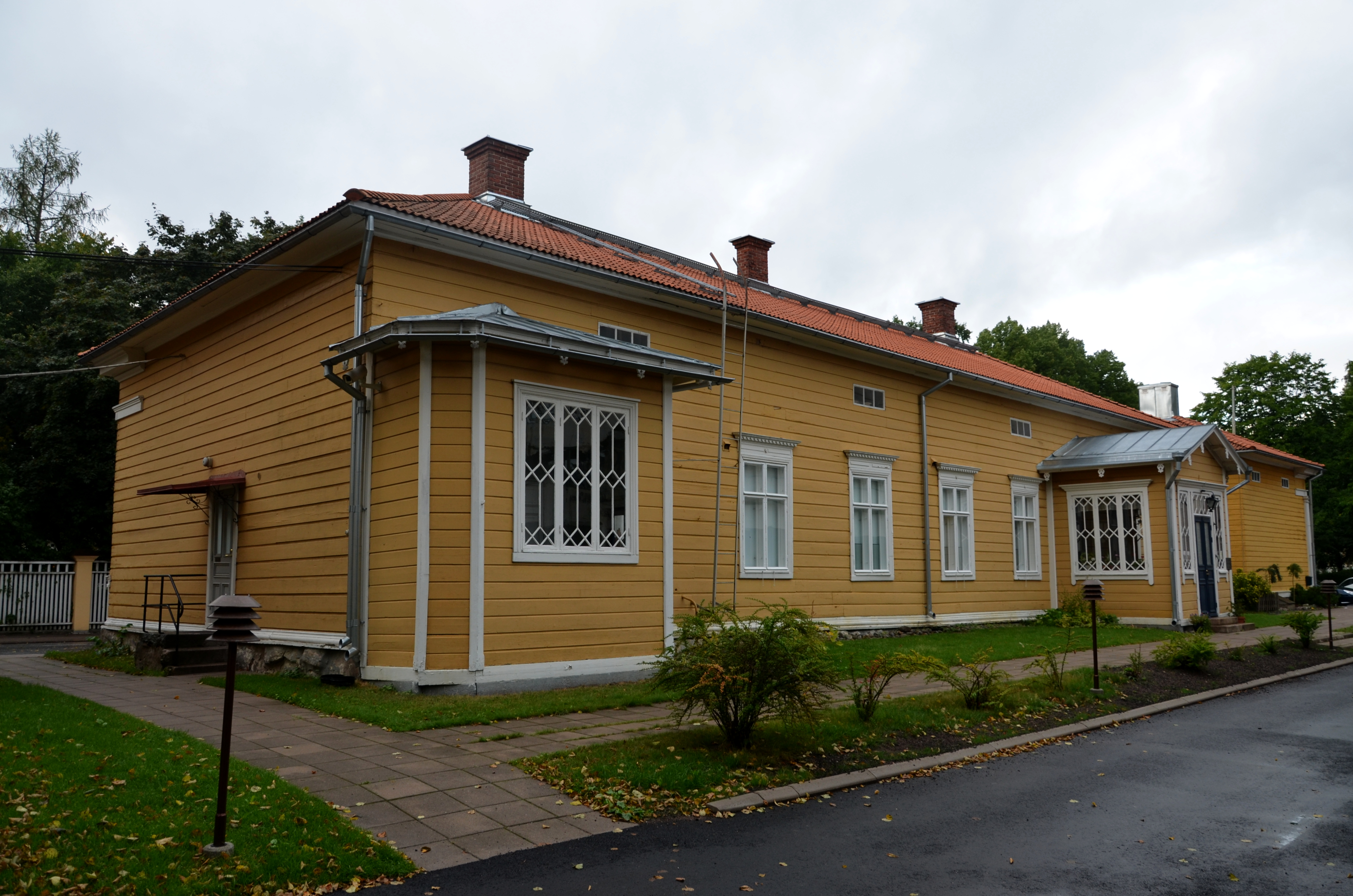
Ett hem.

Museet Ett hem är ett museum i Åbo. Det var ursprungligen konsul Alfred och Hélène Jacobssons privata hem som paret donerade till Stiftelsen för Åbo Akademi. Museet har sedan 1965 fungerat i den nuvarande byggnaden på Biskopsgatan 14. Trähuset på Biskopsgatan uppfördes med flygelbyggnader på varsin sida och var ett typiskt exempel på nybyggnader i början av 1800-talets Åbo. I museet finns samlingar av konstverk, föremål och antikviteter. Museet, som är en del av Stiftelsen för Åbo Akademi, är öppet för både privatpersoner och grupper. 
I maj 2022 öppnade museet Ett Hem i Digimuseet.  I de digitala utställningarna kan man uppleva Ett Hem i form av vyer i 360 grader och lära sig mer om konstverken och föremålen i Ett Hems samlingar.

## Historia
Museet grundades genom ett testamente av makarna Alfred och Hélène Jacobsson, daterad den 18 februari 1925. Hélène (1854–28) och Alfred (1841–31) Jacobsson är ett typiskt par för sin tid. Hélène var uppvuxen och uppfostrad i ett förmöget hem, dotter till konsul Alexander Adolf Kumlin och Maria Charlotta Kumlin f. Kingelin. Alfred var son till kofferdikaptenen Johan Jacobsson och Charlotta Albertina Myrberg. Han blev en framgångsrik affärsman och var verksam i många kända Åbo företag bl.a. i Kingelin & co ölfabrik, Ångfartsbolaget Bore, Åbo kakelfabrik, Åbo Aktiesparbank, Åbo Klädfabrik och försäkringsbolaget Verdandi. Paret Jacobsson fick aldrig några egna barn men adopterade en dotter, Kerstin 1891.